# شيا تشيتالي
شيامالا «شيا» تشيتالي (بالإنجليزية: Shya Chitaley)‏ (15 فبراير، من عام 1918- 31 مارس من عام 2013)؛ عالمة حفريات نباتية هندية أمريكية، استمرت مسيرتها المهنية لنحو 60 عاماً في التدريس والبحث في الولايات المتحدة الأمريكية والهند. كانت المؤسسة والأمينة الأولى لقسم الحفريات النباتية في متحف كليفلاند للتاريخ الطبيعي؛ كما حصلت على جائزة الجمعية النباتية الأمريكية لعام 2010 لمساهمتها في علم الحفريات النباتية؛ ألفت تشيتالي نحو 150 مقال علمياً.

## النشأة
ولدت تشيتالي باسم شيامالا ديكسيت في عام 1918 في ولاية ماهاراشترا في الهند. قام والدها بتربيتها بمفرده تقريباً فقد توفيت والدتها عندما كان عمرها 9 سنوات فقط، كما أنها لم تذهب إلى المدرسة بل تلقت تعليمها في المنزل. تزوجت تشيتالي في سن مبكرة زواجاً تقليدياً كما كان رائجاً في ذلك الوقت من محامي الشركات دينكار فامن تشيتالي.
أكملت تشيتالي تعليمها العالي على الرغم من الإحباط والتهديدات الجسدية التي تعرضت لها من قبل بعض الناس، وذلك بعد أن شجعها زوجها دينكار على ذلك.

## المسيرة المهنية في الهند
حصلت تشيتالي على درجة البكالوريوس والماجستير من جامعة ناجبور وعلى درجة الدكتوراه من جامعة ريدينغ، وذلك بعد حصولها على منحة الاتحاد الدولي للنساء الجامعيات لهذا المجال. بعد حصولها على الدكتوراه، درست تشيتالي في معهد العلوم في مومباي، وعيّنت زميلة لجمعية لندن الجيولوجية. حافظت على مراكزها في مجال علم النبات في كل مؤسسة حتى تقاعدها الإلزامي بعمر الستين عاماً. وركزت أبحاثها في الهند على نباتات العصر الطباشيري المتأخر.

## المسيرة المهنية في الولايات المتحدة الأمريكية
بعد تقاعدها من معهد العلوم في مومباي في عام 1978، سافرت تشيتالي وزوجها إلى الولايات المتحدة الأمريكية لزيارة أحد أبنائهما الذي كان يعيش بالقرب من كليفلاند في أوهايو. خلال فترة البحث عن وظيفة تدريس في الولايات المتحدة الأمريكية، أصبحت تشيتالي مواطنة أمريكية وعملت كبائعة متجولة لمنتجات آفون Avon.
في عام 1980، تم تعيين تشيتالي من قبل متحف كليفلاند للتاريخ الطبيعي كأول عالمة حفريات نباتية في المتحف. بنت تشيتالي مجموعة تتألف من 500 إلى 30.000 حفرية نباتية عن طريق الحصول على تبرع لمجموعة حفريات غير مستعملة من جامعة سينسيناتي بقيمة ملايين الدولارات.
ركزت أبحاث تشيتالي في كليفلاند على النباتات الذئبية من العصر الديفوني لتكوين كليفلاند الصخري (صخرة سوداء كبيرة عمرها نحو 360 مليون عام). في عام 1996 اكتشفت نباتًا ذئبيًا جديدًا من العصر الديفوني، وسمي بـ«كليفلاندأوديندرون أوهيونسيس» على شرف المئوية الثانية لكليفلاند في عام 1996. طورت تشيتالي أيضاً تقنية للحفاظ على المواد المتحجرة في كرات الفحم باستعمال الشمع، والتي أصبحت تعرف لاحقاً باسم تقنية تشيتالي.
في عام 2006، تم اكتشاف نوع من الصنوبريات المكتشفة حديثاً من العصر البرمي، وتم تسميتها بـ«بروتوتاكسوكسيلوم تشيتالي» تكريماً لتشيتالي نفسها. في عام 2010 فازت بجائزة الجمعية النباتية الأمريكية عن مساهماتها مدى الحياة في علم حفريات النبات، والتي تضمنت نحو 150 مقالًا علميًا.

## الجوائز
- 2004: جائزة الكاردينال، إدارة الموارد الطبيعية في أوهايو.[9]
- 2006: ميدالية التميز في البحث العلمي وجائزة الإنجاز مدى الحياة، مؤسسة بيربال- سافيتري ساهني.
- 2010: جائزة المساهمات في علم الحفريات النباتية، قسم الحفريات النباتية للجمعية النباتية الأمريكية.
- 2011: جائزة المسيرة المهنية المميزة، رابطة متاحف الغرب الأوسط.[10]

## جمعية الحفريات
أسست تشيتالي في يوليو من عام 1982 «جمعية الحفريات» التي تكونت من جامعي الحفريات والناشطين في هذا المجال، الذين ذهبوا في رحلات ميدانية وعقدوا اجتماعاتهم في متحف كليفلاند للتاريخ الطبيعي.
شكل بعض أعضاء جمعية الحفريات في مارس من عام 1997 نادياً جديداً تحت اسم «نادي حفريات الساحل الشمالي» وعلى الرغم من حقيقة استقلال النادي عن متحف كليفلاند للتاريخ الطبيعي، واصلت تشيتالي دعمها السخي للغاية لهذا النادي. وبسبب دعمها السخي، تمكن النادي من إقامة عرض تشيتالي عالمة الحفريات النباتية التقديمي السنوي في مقر النادي في ديسمبر من كل عام، وتقديم عرض حول أي موضوع يريده العضو، من ثم منح الفائز عينة أحفورية نباتية.
يرعى نادي حفريات الساحل الشمالي أيضاً مسابقة حفرية النبات الديفوني نتيجة عطاء تشيتالي السخي. ويشارك جميع أعضاء النادي في المسابقة من خلال إحضار أحافيرهم النباتية التي تعود للعصر الديفوني إلى اجتماع فبراير. ويتم منح الفائزين في هذه المسابقة جائزة غيرلينج-رايخ.

## أعمال مختارة
- دراسة «تقنية جديدة للمقاطع الرقيقة للرواسب المعدنية البيريتية»

ملخص الدراسة: «تم العثور على طريقة جديدة مفيدة في دراسة تحجر النباتات المكلورة تحت الضوء المنقول. وهي بشكل أساسي تقنية قشر ولكنها تتضمن وضع العينة ضمن شمع البارافين ذي درجة الانصهار العالية بعد الترشيح البطيء التدريجي بواسطة المحاليل الشمعية في الزيلين، ومعالجة السطح النظيف الأملس المطلوب بحمض النيتريك؛ يتوقف وقت التجربة على جودة المواد، وغسل الحمض بالكحول الإيثيلي. بعد ذلك، يتم تحضير المقاطع المقشرة بواسطة ورقة خلات السيلولوز بالطريقة المعتادة. يمكن تحضير سلسلة من المقاطع البيريتية المضغوطة بهذه الطريقة في غضون فترة زمنية قصيرة؛ وعندما لا تعمل، يتم تخزين العينة بأمان لعدة أيام وتغطيتها بالكامل بالشمع لمنع تدهور البيريت».
- دراسة «أخشاب السراخس العتيقة من أواخر العصر الديفوني في أوهايو في الولايات المتحدة الأمريكية»

ملخص الدراسة: «بناءً على تحجر بيريتي الموصوف في هذه الورقة، هناك نوع جديد من أخشاب السراخس العتيقة وهو Callixylon clevelandensis. هذا التحجر هو السجل الثاني لهذا الجنس في ولاية أوهايو؛ وتتميز هذه العينة من الخشب الثانوي فقط بطبقات نمو وأشعة وعائية منخفضة غير متجانسة نادراً ما تقوم بإزاحة لخلية واحدة أو خليتين في المجموعات الوسطية المتقطعة غير المتجانسة التي تحاذي أفقياً الجدران الشعاعية للقصيبات».